# Минулово
Мину́лово (фин. Miinala) — деревня в Щегловском сельском поселении Всеволожского района Ленинградской области.

## История
По мнению авторов краеведческой книги «Всеволожск» И. В. Венцеля и Н. Д. Солохина деревня возникла ещё до Северной войны, во времена шведского владычества, однако документальные свидетельства её существования появляются значительно позже.
Как деревня Mÿnala она упоминается в наиболее старых из сохранившихся церковных регистрационных книгах Рябовского лютеранского прихода, начиная с 1780 года.
Картографическое же упоминание селения под названием Минола происходит лишь на «карте окружности Санкт-Петербурга» 1810 года.
Затем, как деревня Минолова, она обозначена на карте Санкт-Петербургской губернии Ф. Ф. Шуберта 1834 года.

МИНУЛОВА (ДОСИК тож) — деревня принадлежит наследникам покойного действительного камергера Всеволода Всеволожского, жителей 34 м. п., 36 ж. п. (1838 год)

На этнографической карте Санкт-Петербургской губернии П. И. Кёппена 1849 года она обозначена как деревня «Miinala», расположенная в ареале расселения савакотов. В пояснительном тексте к этнографической карте деревня названа Miinala (Миналова, Досик тож) и указано количество её жителей на 1848 год: савакотов — 36 м. п., 41 ж. п., финляндских карелов — 11 м. п., 10 ж. п., всего 98 человек.

МИНУЛОВА — деревня г. Всеволожского, по просёлкам, 13 дворов, 34 души м. п. (1856 год)

Число жителей деревни по X-ой ревизии 1857 года: 33 м. п., 40 ж. п.
На Плане генерального межевания Шлиссельбургского уезда упоминается, как деревня Гуйкова Досик Минулова тож.
По данным 1859 года деревня называлась Гуйкова, Минулова тож и принадлежала действительному статскому советнику Александру Всеволодовичу Всеволожскому.
Согласно «Топографической карте частей Санкт-Петербургской и Выборгской губерний» в 1860 году деревня Минолова насчитывала 12 крестьянских дворов.

МИНУЛОВО (МИНОЛОВО) — деревня владельческая при колодцах, 12 дворов, 33 м. п., 40 ж. п. (1862 год)

Согласно подворной переписи 1882 года в деревне проживали 16 семей, число жителей: 41 м. п., 42 ж. п.; лютеране: 41 м. п., 40 ж. п.; разряд крестьян — собственники.

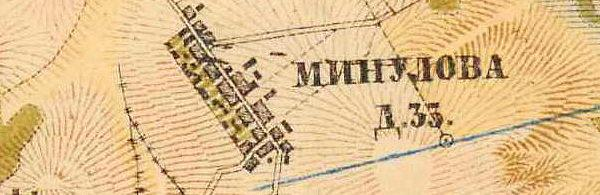
План деревни Минулово. 1885 год

В 1885 году деревня насчитывала 33 двора.

МИНУЛОВО (ДОСИК) — деревня на земле Корневского сельского общества при линии Ириновской жел. дороги при маленьком ручье под назв. Минуловский? 18 дворов, 56 м. п., 62 ж. п., всего 118 чел.

ДОМ АРЕНДАТОРА — при деревне МИНУЛОВО 1 двор, 1 м. п., 4 ж. п., всего 5 чел. (1896 год)

В конце XIX — начале XX века деревня административно входила в состав Рябовской волости 2-го стана Шлиссельбургского уезда Санкт-Петербургской губернии. Деревня относилась к лютеранскому приходу Ряяпювя. Население деревни было исключительно финским.
В 1902 году на Всероссийской кустарно-промышленной выставке в Таврическом дворце от Рябовской волости Шлиссельбургского уезда были представлены кружева и вышивки сработанные Еленой Семёновной Коркине, Марией Талья и Еленой Киуру из деревни Минулово.
В 1909 году в деревне было 17 дворов.
По данным Рябовского продовольственного комитета на начало 1918 года в деревне проживало 145 человек.
По сведениям Рябовского волостного совета в декабре 1921 года в деревне насчитывалось 143 жителя.
В конце 1924 года в деревне Минулово, учитываемой совместно с соседней деревней Мельничный Ручей, числилось 103 мужского и 115 женского пола, всего 218 прихожан Рябовской лютеранской церкви.
Согласно переписи населения СССР 1926 года:

МИНАЛОВО — деревня Щегловского сельсовета Ленинской волости Ленинградского уезда, 33 хозяйства, 146 душ.

Из них русских — 1 хозяйство, 1 душа; ингерманландцев — 28 хозяйств, 140 душ; суоми — 4 хозяйства, 5 душ. (1926 год)

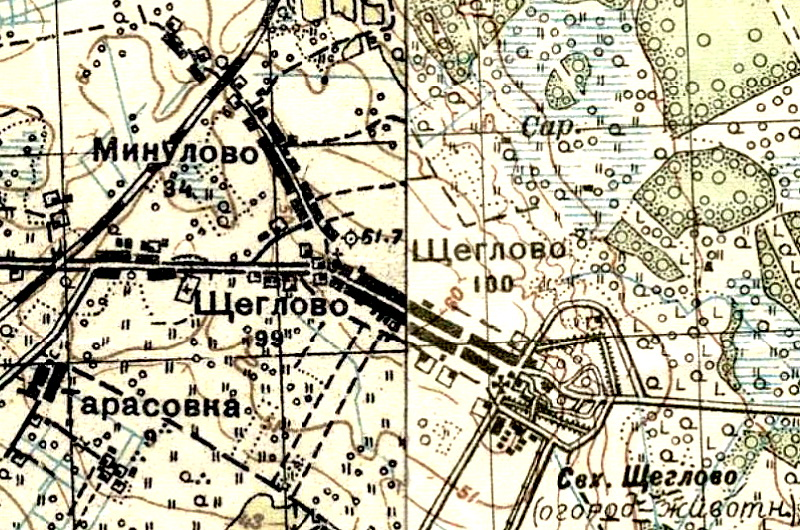
Деревня Минулово на карте 1931 года

Согласно топографической карте РККА 1931 года деревня насчитывала 34 двора.
По административным данным 1933 года деревня Миналово относилась к Щегловскому сельсовету Ленинградского Пригородного района.
В 1938 году население деревни Минолово насчитывало 236 человек, из них русских — 100 и финнов — 136 человек. Деревня входила в состав Романовского финского национального сельсовета.
Согласно переписи населения СССР 1939 года:

МИНАЛОВО — деревня Романовского сельсовета Всеволожского района, 225 чел. (1939 год)

В 1939 году деревня была передана в состав Щегловского сельсовета.
В 1940 году деревня насчитывала 29 дворов.
До 1942 года — место компактного проживания ингерманландских финнов (многие были репрессированы до войны).
В 1958 году население деревни Минолово составляло 206 человек.
По данным 1966, 1973 и 1990 годов деревня называлась Минулово и входила в состав Щегловского сельсовета.
В 1997 году в деревне проживали 113 человек, в 2002 году — 106 человек (русские — 94%), в 2007 году — 103 человека.
Согласно Всероссийской переписи населения 2010 года в деревне проживали 118 человек.

## География
Минулово находится в центральной части района на автодороге 41К-070 (Магнитная станция — Посёлок имени Морозова), к востоку и смежно с деревней Щеглово, к западу и смежно с деревней Малая Романовка.
Расстояние до административного центра поселения 1,5 км.
Расстояние до ближайшей железнодорожной платформы Корнево — 1,5 км.

## Демография
| 1838 | 1848 | 1862 | 1896 | 1926 | 1939 | 1958 | 1997 | 2002 |
| ---- | ---- | ---- | ---- | ---- | ---- | ---- | ---- | ---- |
| 70   | ↗98  | ↘73  | ↗123 | ↗146 | ↗225 | ↘206 | ↘113 | ↘106 |
| 2007 | 2010 | 2011 | 2012 | 2017 |      |      |      |      |
| ↘103 | ↗118 | ↘105 | →105 | ↗110 |      |      |      |      |

### Национальный состав
Согласно данным Всероссийской переписи населения 2021 года в деревне проживал 281 человек, из них:
 русские — 271, коми — 1, таджики — 1, украинцы — 1, другие национальности — 6 человек, остальные национальность не указали.

## Инфраструктура
В 2015 году в деревне Минулово был 1 муниципальный и 62 частных дома. В 2019 году — 59 частных домов, из них газифицированы — 42. В 2021 году — 60 домов, из них газифицированы — 42.
Объектов промышленности и сельского хозяйства нет. К северу от деревни ведётся активное коттеджное строительство.

## Улицы
Казанский переулок, Кленовая, Межевая, Петропавловская, Покровская, Солнечная, Счастливая.